# Begripsvaliditeit
Begripsvaliditeit of constructvaliditeit is een vorm van validiteit van een test of een meting: de mate waarin de test of de meting aan zijn doel beantwoordt. 
Begripsvaliditeit heeft betrekking op het theoretische begrip waarmee de test een verklaring wil geven voor het testgedrag. Begripsvaliditeit is van belang als de test een bepaalde capaciteit, persoonlijkheidstrek of attitude verantwoordelijk acht voor de testscore. Wanneer men in een test bijvoorbeeld het aantal dienstjaren opvat als indicator voor arbeidstevredenheid, dan is de vraag naar begripsvaliditeit de vraag naar de mate waarin het aantal dienstjaren inderdaad een indicator is voor arbeidstevredenheid.
Begripsvaliditeit van een test wordt vastgesteld in een testanalyse waarin men een antwoord zoekt op de vraag wat de test meet en welk psychologisch begrip het testgedrag zinvol kan verklaren.
Een daarbij vaak toegepaste methode is factoranalyse. Daarmee kan een veelheid aan informatie worden samengevat in een geringer aantal dimensies, met zo weinig mogelijk informatieverlies. Bij alle verschillende testscores wordt gekeken hoe hoog de correlatie is. Bij scores die hoog correleren is het mogelijk de scores samen te vatten in één onderliggende dimensie. Bij een testbatterij kan men hele tests op een dergelijke manier vergelijken, en bij een hoge correlatie besluiten om slechts één test uit de groep hoog-correlerende tests af te nemen. Bij de analyse van de betekenis van een test is factoranalyse een vruchtbare methode.